# Ptychotricos zeus
Ptychotricos zeus är en fjärilsart som beskrevs av William Schaus 1894. Ptychotricos zeus ingår i släktet Ptychotricos och familjen björnspinnare. Inga underarter finns listade.